# Canistropsis elata
Espèce
Classification phylogénétique
Canistropsis elata est une espèce de plantes de la famille des Bromeliaceae, endémique de la forêt atlantique du Brésil (mata atlântica en portugais).